# Marko Hietala
Marko Tapani Hietala (Tervo, Finlandia; 14 de enero de 1966) es un bajista y vocalista de heavy metal. Comenzó su carrera expuesto al jazz y al rock clásico. Toca el bajo desde los 12 años. Estudió 2 años de bajo y lecciones de teoría musical en el Conservatorio: Oulunkylä Pop and Jazz Conservatory.

## Carrera

### 2001-2020:Nighwish
Fue el bajista y segundo vocalista de la banda finesa de metal sinfónico Nightwish. Se unió a la banda en el año 2002 para la grabación del álbum Century Child, sustituyendo al anterior bajista Sami Vänskä. Hietala también es vocalista, bajista y compositor de la banda finesa Tarot y también formó parte de la banda Sinergy.
Tras su llegada, varias canciones fueron planeadas para realizar duetos al lado de la anterior vocalista de Nightwish Tarja Turunen, permitiéndole al compositor y líder de la banda Tuomas Holopainen aprovechar la voz de Hietala para darle una nueva dimensión a la banda.
Durante las presentaciones de Nightwish, Turunen solía tomarse un descanso entre las interpretaciones. Antes de que Hietala se uniera a la banda, esta solía tocar una canción instrumental para crear un breve intermedio y darle tiempo a Tarja. Sin embargo, desde que Hietala se unió, la banda ha tocado numerosos covers con Marco como vocalista principal durante estos descansos. Canciones como "Crazy Train" de Ozzy Osbourne, "Wildchild" de W.A.S.P., "Symphony of Destruction" de Megadeth y "High Hopes" de Pink Floyd. Algunas de ellas se han incluido en los discos de Nightwish. En el álbum Dark Passion Play Marko tuvo más protagonismo, cantó algunas canciones, por completo, y escribió la música de la canción «The Islander», en la que también toca la guitarra acústica en lugar del bajo. A Hietala también se le atribuye, junto a Holopainen, la coautoría de la canción «The Crow, the Owl and the Dove» del álbum de Nightwish de 2011, Imaginaerum.
En Delain, Hietala tocó el bajo para el álbum Lucidity y también participó como voz masculina. También aparece como vocalista en dos de las canciones del segundo álbum de Delain, April Rain, y en dos canciones del cuarto álbum de Delain, The Human Contradiction.
En el año 2006, realizó una colaboración con el grupo español Ebony Ark en su disco Decoder 2.0.
En el 2010 también colabora con la vocalista finesa Erja Lyytinen en su más reciente álbum Voracious Love en la canción Bed Of Roses. Esta canción tiene un toque de country y en la que los dos vocalistas interpretan con sus maravillosas voces.
Lanzó su primer álbum solista Mustan sydämen rovio en mayo de 2019. Marko Hietala usará el nombre también en otros proyectos futuros. Ha descrito su material en solitario como "hard progre". Una versión en inglés del álbum, titulada Pyre of the Black Heart (Nuclear Blast), siguió en enero de 2020. Se unen a él en los álbumes el baterista Anssi Nykänen, el tecladista Vili Ollila y el guitarrista Tuomas Wäinölä con quienes también realizó una gira en Finlandia en el verano y el otoño de 2019. La banda se embarcará en una gira europea en febrero de 2020.

### 2021-presente:salida de Nightwish, etapa solista
El 12 de enero de 2021, Hietala anunció que dejaba Nightwish y se retiraba de la vida pública.
El 18 de junio de 2022, Northern Kings hizo una reaparición que puso fin a su parón de 12 años y a la ruptura de 17 meses de Hietala con el público. La banda tocó en el 'Tuhdimmat Tahdit festival' en Nokia, Finlandia. Hietala más tarde en una entrevista, declaró que no ha hecho contacto con los miembros de Nightwish desde su salida de la banda en enero de 2021, y expresó la incertidumbre de que va a volver a Nightwish. Hietala se unió a su excompañera de banda Nightwish Tarja Turunen para un concierto en Pratteln, Suiza el 8 de julio de 2023.  En 2024 hicieron una gira juntos por América Latina y Europa en el marco de la gira de Tarja «Living The Dream - The Hits Tour». Hietala y Turunen publicaron un single en colaboración titulado «Left on Mars» el 13 de marzo de 2024. Hietala declaró que no ha descartado la posibilidad de que él y Turunen formen una nueva banda juntos.
Hietala participó de la temporada número decimoquinta del programa finlandés "Vain elämää" en 2024.

## Equipo
- Warwick Vampyre SN Marco's Newest Bass Guitar
- Warwick Infinity 2000 LTD Bass Guitar
- Warwick Buzzard JE Signature (Rusty)
- Warwick Infinity - Panthera
- Warwick Pro-Tube IX Amplifier
- Warwick 410Pro 4x10 Speaker Cabinets

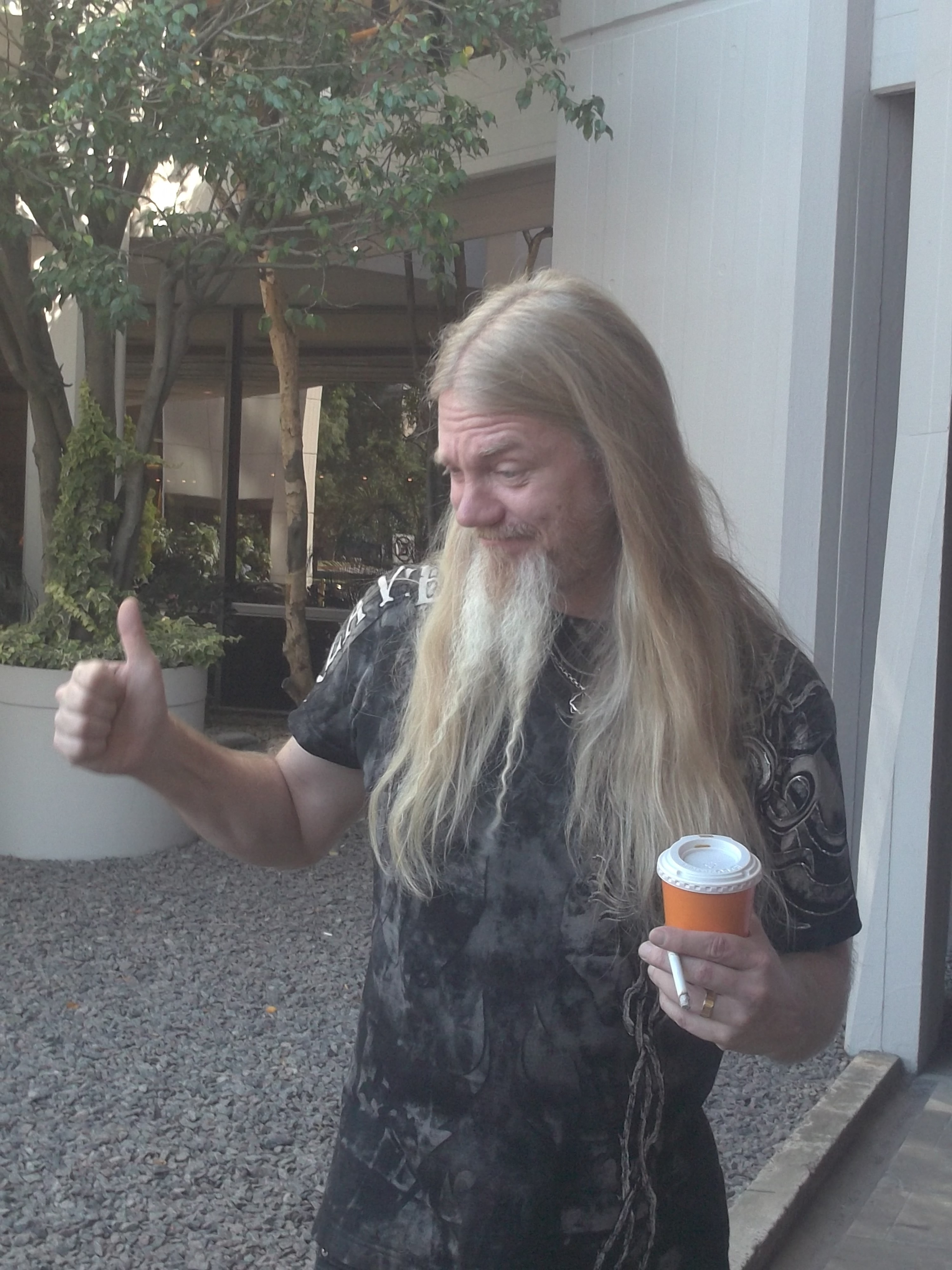
Marko Hietala en Buenos Aires durante el Imaginaerum World Tour

- SansAmp Tech21 GT2 Amp Modeler
- Multiple Effects Boss ME-50

## Discografía

### Con Tarot
- Spell of Iron (1986)
- Follow Me into Madness 1988)
- To Live Forever (1993)
- Stigmata (1995)
- For the Glory of Nothing (1998
- Suffer Our Pleasures (2003)
- Shining Black (2003)
- Crows Fly Black (2006)
- Gravity Of Light (2010)
- Spell of Iron MMXI (2011)

### Con Conquest
- Conquest (1999)

### Con Sinergy
- To Hell And Back (2000)
- Suicide By My Side (2002)

### Con Nightwish
- Century Child (2002)
- Once (2004)
- Dark Passion Play (2007)
- Imaginaerum (2011)
- Endless Forms Most Beautiful (2015)
- Human. :II: Nature. (2020)

### Con Delain
- Lucidity (2006)
- April Rain (2009)
- The Human Contradiction (2014)
- Dark Waters (2023)

### Con Northern Kings
- Reborn (2007)
- Rethroned (2008)

### Solista
- Pyre of the Heart Black (2020)
- Roses from the Deep (2025)